# ルヴァロワ＝ペレ
ルヴァロワ＝ペレ（Levallois-Perret）は、フランスのパリ北西部に位置するオー＝ド＝セーヌ県のコミューン。

## 概要
セーヌ川の右岸側を占めている、パリ中心部（ノートルダム大聖堂）からは6.4キロメートルの距離にある。ルヴァロワと省略される。ヨーロッパでも最も人口密度の多い地域のひとつである。
第一次世界大戦ではシトロエンの工場が、戦間期の1932年にはダノンのフランスでの最初の工場が置かれた。現在、香水のゲランや、鉄道車両のアルストムなどの本社機能が置かれている。
また、内務省管轄の対内治安情報機関である国内治安総局が2007年から置かれている。その前身の一つ旧国土監視局は、2007年までパリ15区セーヌ川河岸界隈グルネル地区にあった。2008年7月1日に統合され、2014年に改称し、同地ルヴァロワ＝ペレに所在する。一方、対外治安総局はパリ外郭環状のパリ20区モルティエ大通り界隈に置かれている。

## 地質
ルヴァロワの街はセーヌ川が作り出した大きな堆積盆地であるパリ盆地の中心部に位置する。基盤は500メートルの厚さの第三紀層と、厚い白亜紀の石灰岩層からなっている。街全体としては第四紀の上部にあたる。この層からはマンモス、カバ、サイ、トナカイなどの骨が発見されている。
ネアンデルタール人が使っていたとされる打製石器の製法はルヴァロワ技法（Levallois technique）と呼ばれるが、ルヴァロワの砂採取場で見つかった打製石器から名づけられたためである。

## 地理

### 語源
ルヴァロワ＝ペレの名前は、1822年に最初の町の都市計画に携わったニコラ・ウジェーヌ・ルヴァロワ（Nicolas Eugène Levallois）と、ジャン＝ジャック・ペレ（Jean-Jacques Perret）にちなんでいる。姓の語源に関する辞書の著者であるマリー＝テレーズ・モルレ（Marie-Thérèse Morlet）によれば、ルヴァロワの語源は『谷』を意味する"val" から派生した言葉であるという。

### 位置

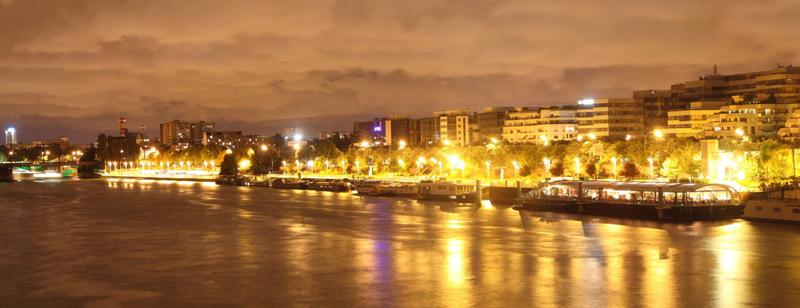
ルヴァロワ橋からの夜景

ルヴァロワは、セーヌ川の右側を占めている。東側はパリ17区、西はクールブヴォワ、南はヌイイ＝シュル＝セーヌ、そして北はアニエール・シュル・セーヌ、クリシーに接している。
グランド・ジャット島の北部は、ルヴァロワの領域に属しており、そこではルヴァロワの特産品である蜂蜜を生産するための養蜂場を有している。また、そのミツバチは都市の紋章にも現れている。

## 出身者
- ヴィオレット・サボー - スパイ
- オリヴィエ・ブザンスノ - 政治家
- パスカル・ラミー - 高級官僚、国際公務員
- ソフィアン・フェグリ - サッカー選手
- ルイ・トゥルスリエ - 自転車競技選手
- マルコ・ラモス - サッカー選手
- リス・ゴーティ - 歌手
- クロティルド・クロー - 女優。ヴェネツィア＝ピエモンテ公妃
- エリザベート・ブールジーヌ - 女優